# Wesendahl
Wesendahl ist ein Ortsteil der Stadt Altlandsberg im Landkreis Märkisch-Oderland in Brandenburg.

## Geografie
Der Ort liegt 13 Kilometer nordöstlich von Altlandsberg. Die Nachbarorte sind Stadtstelle im Norden, Prötzel im Nordosten, Kähnsdorf im Osten, Klosterdorf und Provinzialsiedlung im Südosten, Roter Hof im Süden, Gartenstadt im Südwesten, Gielsdorf im Westen sowie Eichenbrandt, Heidekrug und Försterei Lattbusch im Nordwesten.

## Orts- und Gutsgeschichte
Der Ort findet unter Wesendale 1300 erstmalig eine urkundliche Erwähnung und entwickelt sich in der Gestaltung eines Winkelangerdorfes. Später bildet sich ein Pfarr- und Gutsdorf heraus. Zeitweilig wird die Ortschaft Wesenthal genannt. Die Ortschaft hatte mit 64 Hufen eine ungewöhnliche Größe aufzuweisen.
Spätestens seit dem Beginn des 18. Jahrhunderts gehörte Gut Wesendahl der älteren der beiden briefadeligen Familie von Rudolphi. Nikolaus Ludwig von Rudolphi war Gutsherr sowie hoher Offizier und erbte den Besitz von seinem kinderlosen Onkel, dem Geheimen Kriegs-Rat Carl Ludwig von Rudolphi (1732–1795), respektive von dessen Witwe 1813. Bis 1868 folgte der jüngste Sohn, im Minorat, als Gutsbesitzer Leo von Rudolphi, dann seiner Witwe als Gutsherrin, Frau Pauline von Rudolphi, geborene von Brösigke-Grebs. Wesendahl ist ein kreistagsfähiges Rittergut mit einem Umfang von gesamt 772 ha, davon 114 ha Wald. Bis Mitte des 20. Jahrhunderts besteht das Rittergut, hier in der Hand der Familie Schmidt, 1919 bei Friedrich Wilhelm Schmidt, der überregional als wirtschaftlich erfolgreicher Landwirt galt. Dennoch musste auch die Familie Schmidt schon vor der großen Wirtschaftskrise 1929/1930 eine Hypothek aufnehmen um den Gutsbetrieb aufrechtzuerhalten. Später nutzte die Familie die Namensführung Schmidt-Wesendahl; was eigentlich nur im adeligen Großgrundbesitz obligat war. Letzter Gutsbesitzer wurde Friedrich-Wilhelm Schmidt-Wesendahl (1890–1945), der als Major d. R. in den letzten Kriegstagen in Eutin starb.
1952/ 1953 wurde ein Volkseigenes Gut Wesendahl gegründet.
Politisch gehörte Wesendahl lange zum 1451 begründeten Landkreis Oberbarnim der brandenburgisch-preußischen Provinz Brandenburg, bis 1952 die Länderreform in der DDR durchgeführt und 15 DDR-Bezirke und dazu neue Landkreise gebildet wurden. Seit 1993 ist Wesendahl dem Landkreis Märkisch-Oderland zugehörig.

## Sehenswürdigkeiten

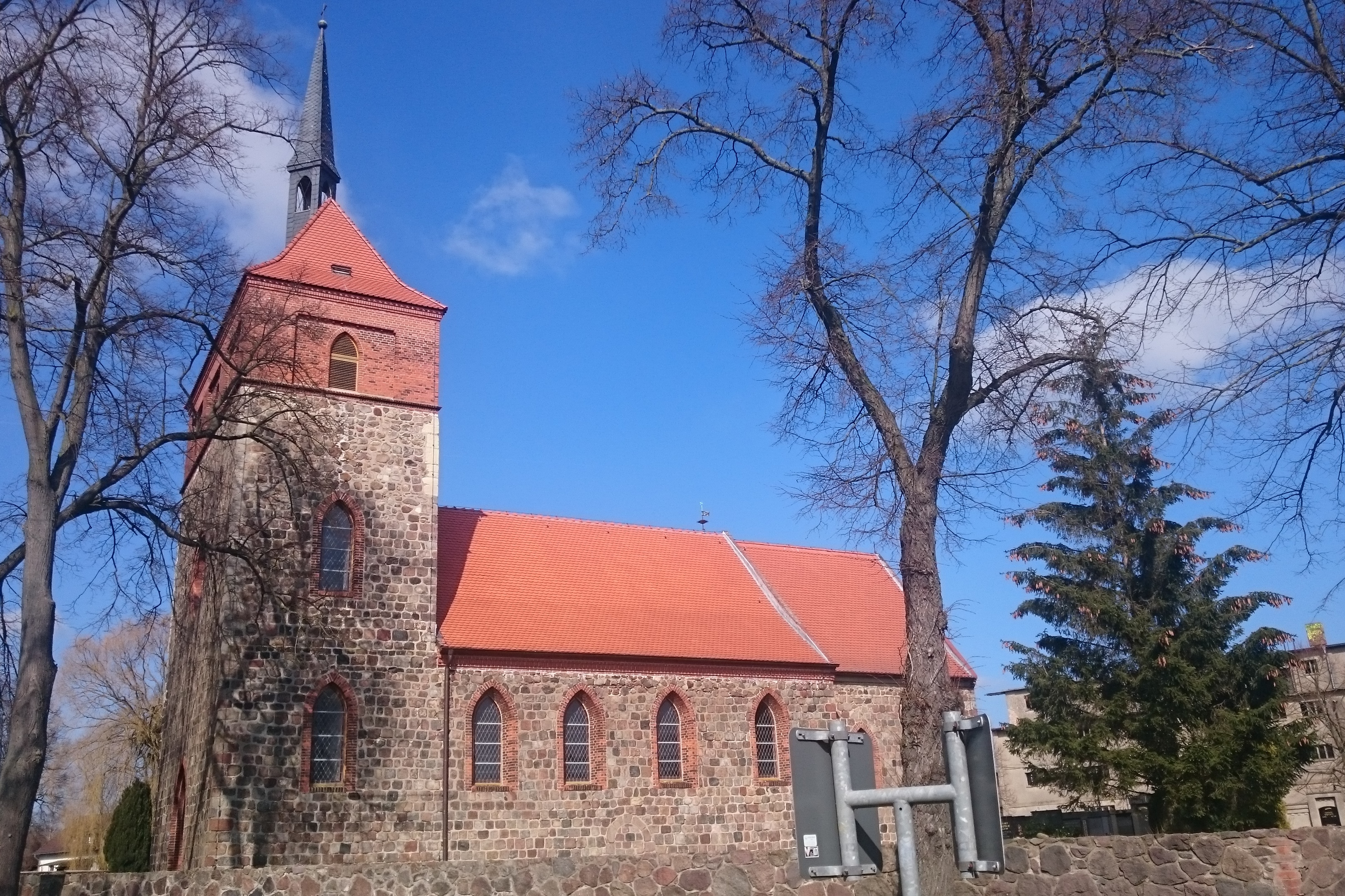
Dorfkirche

- Die Dorfkirche Wesendahl ist eine spätromanische Feldsteinkirche, die vermutlich im 13. Jahrhundert entstand. Das Bauwerk überstand den Zweiten Weltkrieg weitgehend unbeschädigt. 1946 verfügte jedoch der amtierende Bürgermeister, die Dächer von Kirchenschiff und Turm abzudecken, um die Dachsteine für Reparaturarbeiten an anderen Gebäuden zu verwenden.[17] Dadurch kam es zu einem fortschreitenden Verfall des Gebäudes, so dass die Kirche in den späten 1940er Jahren eine Ruine war. Die Kirchengemeinde nutzte den Chor als Behelfskirche. Erst weit nach der Wende wurde das Bauwerk in den Jahren 2001 bis 2010 mit Unterstützung eines Fördervereins wiederaufgebaut und restauriert.

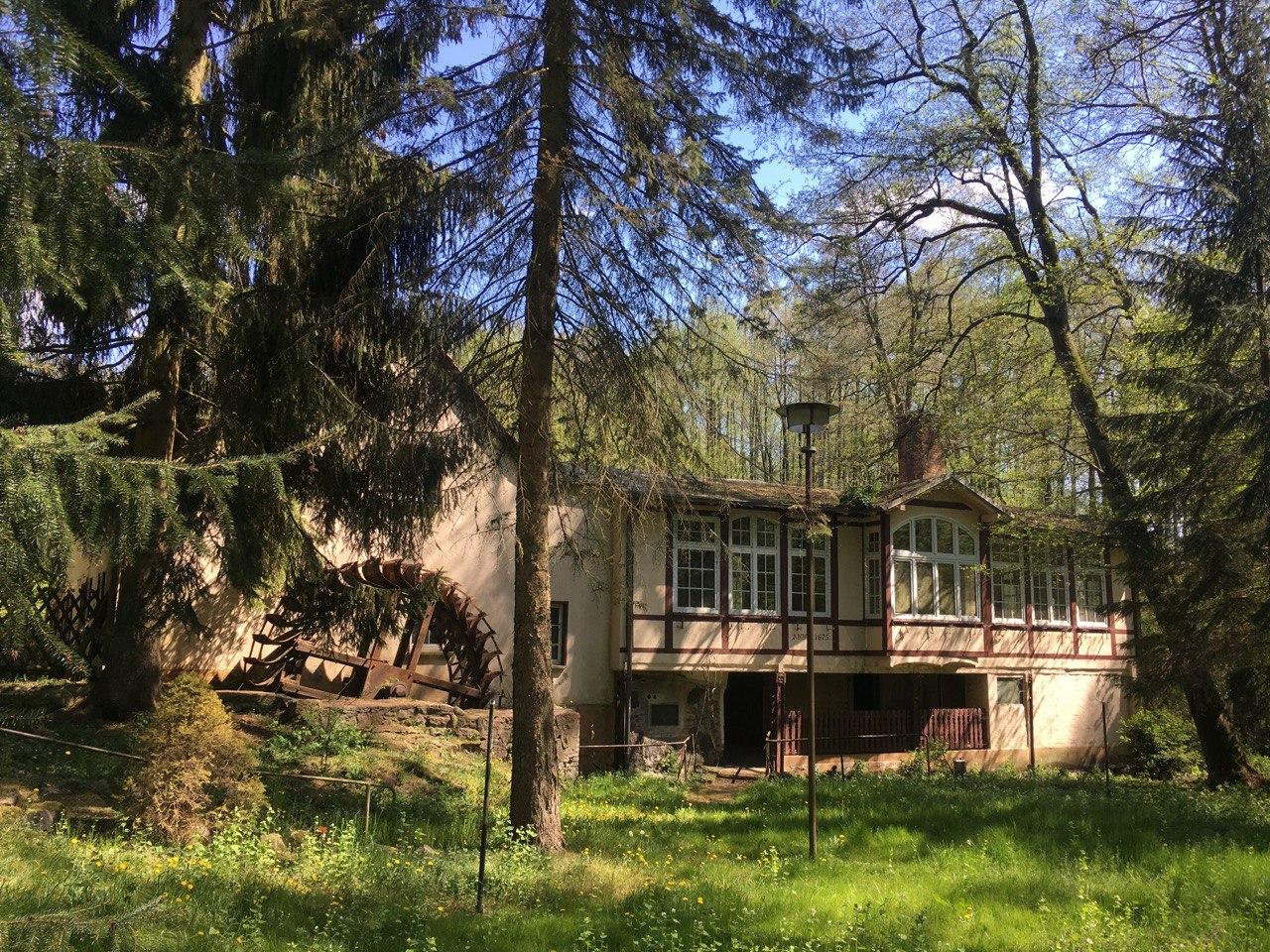
Gartenseite der Mühle mit Saal und Mühlrad

- Am Ende der Mühlenstraße findet sich am Nordufer des Fängersees die von der alten Babe gespeiste Wesendahler Mühle. Sie wurde 1608 erbaut und ist damit eine der ältesten Wassermühlen des Landes Brandenburg. Sie war noch bis in die 1940er Jahre als Kornmühle in Betrieb. Nachfolgend wurde sie Ferienobjekt verschiedener volkseigener Betriebe (VEB). So u. a. das wissenschaftlich/technische Büro für Gerätebau (WTBG), das Institut für Regelungstechnik und das IFA-Automobilwerk Ludwigsfelde. Dazu wurde auch ein Kinderferienlager auf dem Hochplateau in der Nähe der Mühle erbaut. Das Ferienlager wurde im Laufe der Jahre weiter ausgebaut – es kamen neue Gebäude hinzu. Das Objekt entwickelte sich zu einem allgemeinen Urlaubsobjekt für Mitarbeiter der Betriebe. Nach der Wende, mit der Abwicklung der VEB, wurden Mühle und Ferienlager aufgegeben. Verschiedene Pächter versuchten dann, die Mühle als Gaststätte weiter zu betreiben. Der mäßige wirtschaftliche Erfolg führte dann zur endgültigen Schließung im Jahr 2007. Seitdem verfällt die Mühle und verwildert das Mühlenareal. Im Ferienlager etablierte sich ein Tierheim. Am 11. Mai 2021 wurden Mühle und das dazugehörige Gelände verkauft.

## Persönlichkeiten
- Karl Albert von Rudolphi, Generalleutnant, war seit 1813 mehrfach auf Besuch bei seinen Eltern in Wesendahl
- Wolfgang Gans Edler Herr zu Putlitz, Diplomat, Schriftsteller, lebte 1919/1920 in Wesendahl[18]